# Elberode (Löhlbach)
Koordinaten: 51° 2′ 51″ N, 9° 0′ 41″ O
Elberode ist eine Wüstung in der Gemarkung von Löhlbach, einem Ortsteil der Gemeinde Haina (Kloster) im nordhessischen Landkreis Waldeck-Frankenberg. 

## Geographie
Der Ort befand sich im Kellerwald und dem Naturpark Kellerwald-Edersee zwischen Battenhausen im Südosten und Löhlbach im Nordwesten im Tal des Kälberbaches, auf 414 m Höhe am Nordufer der Wohra, wo der von seiner Quelle im Osten kommende Bach im Bogen um den Großen Keppelberg (490,1 m) nach Südwesten umbiegt. Hüttenrode liegt im Osten, der Kernort von Haina im Südwesten.
Der Flurname „Elberöder Grund“ erinnert noch an das aufgegebene Dorf. Der Elberöder Grund mit der einstigen Ortslage bildet heute den Nordteil des 1985 ausgewiesenen NSG Wohrateiche. Die Kreisstraße 106 von Löhlbach nach Battenhausen führt etwa 500 m nördlich vorbei, die Kreisstraße 107 begrenzt das NSG im Nordwesten. Wo die K 107 im Norden an der K 106 endet, hat man einen schönen Blick auf den Elberöder Grund und die Wüstung Elberode.

## Geschichte
Der Ort wurde, wie den Archiven des Klosters Haina bekundet, als „villa Elverode“ und „Eluerode“ in den Jahren 1197–1200 erstmals schriftlich erwähnt. Danach fand er dort mehrfach weitere Erwähnung, als „Elverod“ (1257), „Eylberode“ (1284), „villa Elbenrode“ (1299), „Elberade“ (1299) und schließlich „Elberode“ (1332). Schon 1330 wurde er dann bereits ausdrücklich als wüst bezeichnet.
Geschichtlich ist nicht viel zum Ort bekannt. Erzbischof Gerhard I. von Mainz gab 1257 kurmainzische Güter in Dodenhausen, Haddenberg und Elberode im Tausch an das Kloster Haina, das in der Folge weiteren Besitz in Elberode erwarb. 1287 kam der Zehnte an das Kloster Haina zurück, und 1299 übereignete Graf Gottfried VI. von Ziegenhain seinen Anteil des Zehnten in Elberode dem Kloster Haina. Im Jahre 1330 verzichtete auch die Gesamtfamilie von Löwenstein nach einem Rechtsstreit zu Gunsten des Klosters Haina auf ihren Besitz in Elberode. Auch der Pfarrei Quernhorst bei Altenlotheim gehörte Besitz in Elberode, der 1332 über den Ritter Volpert II. von Hohenfels, Schultheiß von Frankenberg und landgräflich-hessischer Rat, ebenfalls an das Kloster Haina gelangte.